# 境松駅
境松駅（さかいまつえき）は、青森県黒石市境松にある弘南鉄道弘南線の駅である。駅番号はKK 12。

## 歴史
- 1950年（昭和25年）
  - 7月1日：開業。
  - 10月24日：業務委託駅化。
- 1954年（昭和29年）1月1日：業務委託会場、終日無人駅化。
- 1997年（平成9年）7月31日：旧駅舎解体、新駅舎竣工。

## 駅構造
単式ホーム1面1線を有する地上駅。無人駅である。

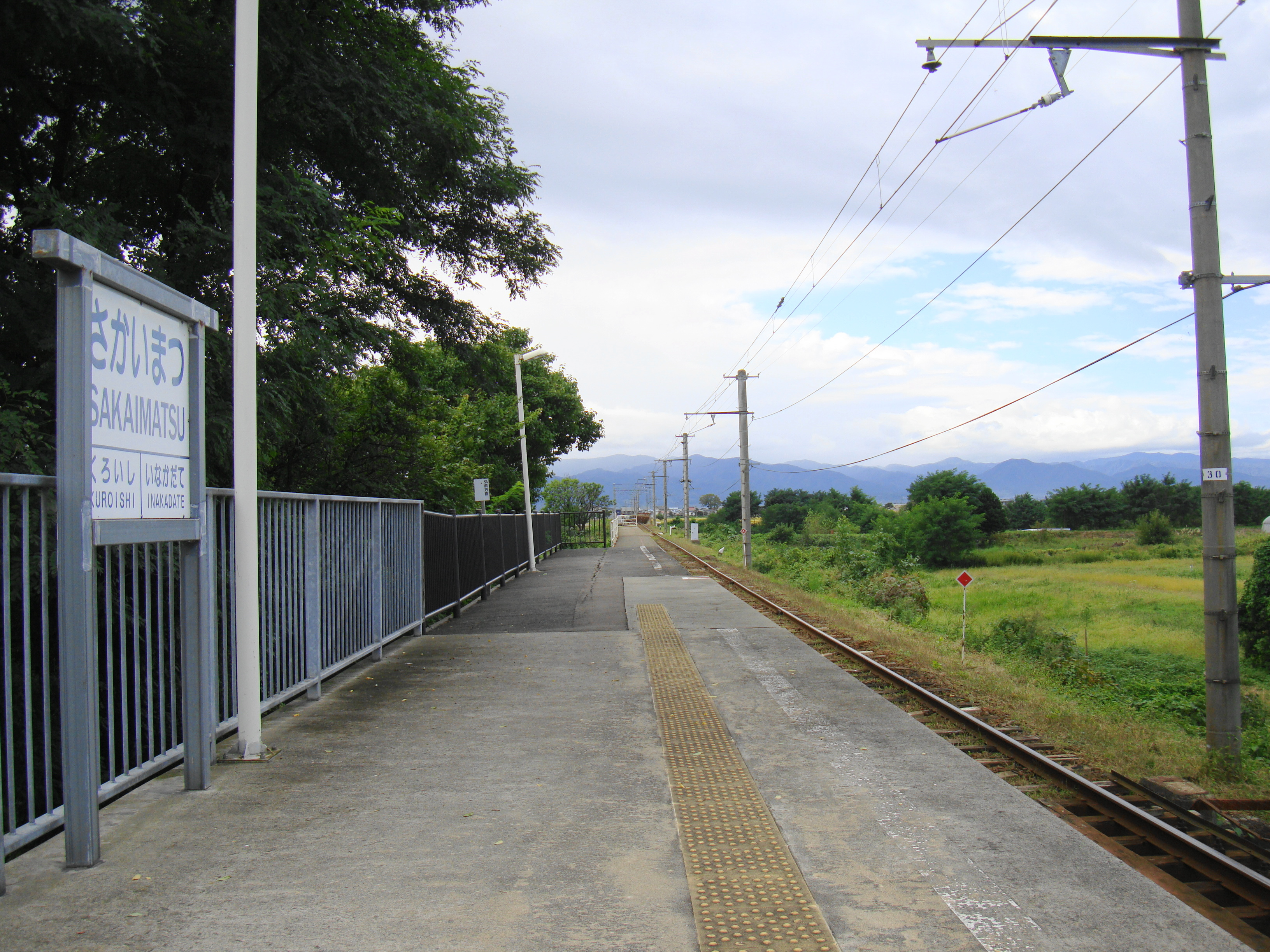
ホーム

## 利用状況
| 1日乗降人員推移 | 1日乗降人員推移 |
| 年度            | 1日平均人数     |
| --------------- | --------------- |
| 2011年          | 49              |
| 2012年          | 55              |
| 2013年          | 62              |
| 2014年          | 67              |
| 2015年          | 55              |
| 2016年          | 46              |
| 2017年          | 43              |

## 駅周辺
- 青森県農業大学校
- 黒石市バイオ技術センター
- 弘南バス「境松」停留所（黒石 - 川部線）

## 隣の駅
弘南鉄道
■弘南線
田舎館駅（KK 11） - 境松駅（KK 12） - 黒石駅（KK 13）